# Gesamtwirtschaftliche Nachfrage
Die gesamtwirtschaftliche Nachfrage (auch aggregierte Nachfrage, Gesamtnachfrage) ist in der Volkswirtschaftslehre der auf eine Volkswirtschaft aggregierte, von Nachfragern am Markt geäußerte kaufkräftige Bedarf an Gütern und Dienstleistungen.

## Allgemeines
Die gesamtwirtschaftliche Nachfrage wird je nach Modellansatz aus der gesamten Nachfrage nach Gütern (Güternachfrage) durch Inländer abgeleitet. Dabei werden neben Waren auch Dienstleistungen unter den Güterbegriff subsumiert, die beide auf dem Gütermarkt gehandelt werden. Insgesamt stellt die gesamtwirtschaftliche Nachfrage somit die Summe der Nachfrage nach Gütern und Dienstleistungen einer Volkswirtschaft dar.
Die gesamtwirtschaftliche Nachfrage setzt sich aus dem Konsum (einschließlich Staatskonsum), den Investitionen und dem Außenbeitrag zusammen. Betrachtet man die Produktionskapazität einer Volkswirtschaft als gegeben, so spielt die gesamtwirtschaftliche Nachfrage nach Gütern und Dienstleistungen eine entscheidende Rolle als Bestimmungsfaktor bei der Kapazitätsauslastung, dem Volkseinkommen und letztlich auch der Beschäftigung.

## Geschlossene oder offene Volkswirtschaft
Bei der näheren Untersuchung ist von Bedeutung, ob eine geschlossene oder offene Volkswirtschaft vorliegt. Die offene Volkswirtschaft bezieht das Ausland in die Analyse ein, bei der geschlossenen Volkswirtschaft wird darauf verzichtet.

### Geschlossene Volkswirtschaft
In der geschlossenen Volkswirtschaft ist die gesamtwirtschaftliche Nachfrage von einer Vielzahl von Variablen abhängig. Steigt das Einkommen – und die Steuern bleiben konstant (unrealistisch) – so ist hiermit eine Steigerung der Güternachfrage verbunden. Da sich jedoch in der Realität die Steuern (insbesondere Einkommensteuern) meist proportional zum Einkommen verhalten, fällt das Wachstum der gesamtwirtschaftlichen Nachfrage im Vergleich geringer aus. Steigt das Zinsniveau, nimmt die gesamtwirtschaftliche Nachfrage ab. Das kann mehrere Ursachen haben. Einerseits müssen die verschuldeten Wirtschaftssubjekte mehr Kreditzinsen an ihre Gläubiger bezahlen, wodurch dieser erhöhte Schuldendienst für die Konsumnachfrage nicht mehr zur Verfügung steht. Andererseits verlagern einige Wirtschaftssubjekte ihre Konsumausgaben in die Spekulationskasse zur Kapitalanlage wegen des attraktiven Habenzinses (Sparen zu Lasten des Konsums). Steigendes Einkommen wird allerdings nicht vollständig in die Güternachfrage fließen, sondern kann wegen Sättigung auch die Sparquote erhöhen.
Auch das Güterangebot beeinflusst die gesamtwirtschaftliche Nachfrage, denn neben der Produktion kann sich das Güterangebot auch aus Vorratsveränderungen des Lagerbestandes rekrutieren. Angebot und Nachfrage tragen gleichermaßen zur Preisbildung bei.

Lineare Angebotskurve, die am Schnittpunkt mit der Nachfragekurve den Gleichgewichtspreis erreicht

Da die gesamtwirtschaftliche Nachfrage ({\displaystyle D}; englisch demand, Abkürzung D) aus Konsum ({\displaystyle C}), Einkommen ({\displaystyle Y}) und aus – hier unterstellten – konstanten Investitionen ({\displaystyle I}) besteht, gilt
{\displaystyle D=C(Y)+I}.
Das Marktgleichgewicht ist dort gegeben, wo sich die gesamtwirtschaftliche Nachfrage und das Angebot treffen.

### Offene Volkswirtschaft
In einer offenen Volkswirtschaft ergibt sich die gesamtwirtschaftliche Nachfrage ({\displaystyle D}) aus dem um Steuern ({\displaystyle T}) verminderten Einkommen ({\displaystyle Y}), zuzüglich der Investitionen ({\displaystyle I}), der Nettoexportnachfrage ({\displaystyle NX} = Leistungsbilanzsaldo) und dem Staatskonsum der öffentlichen Haushalte ({\displaystyle G}):
{\displaystyle D=C(Y-T)+I+G+NX(WK-T)}.
Die Konsumgüternachfrage {\displaystyle C} ist definiert als Einkommen abzüglich Steuern. In der Gleichung entspricht der Exportüberschuss dem Export {\displaystyle Ex} von Gütern und Dienstleistungen minus dem Import {\displaystyle Im}. Eine exaktere Darstellung ist dagegen, wenn die Importe dem Güterangebot hinzugerechnet und die Exporte brutto angegeben werden.  
Auf die gesamtwirtschaftliche Nachfrage wirkt sich in einer offenen Volkswirtschaft der sich durch Exporte und Importe zusammensetzende „Faktor Ausland“ aus. Die Exporte verringern – ceteris paribus – das im Inland vorhandene Güterangebot und können deshalb im Inland zu Preissteigerungen führen. Umgekehrt führen Importe im Inland zur Erhöhung des Güterangebots und entsprechend zu Preissenkungen. 
Bei einer Abwertung der Inlandswährung steigt der Export in das Ausland, eine Aufwertung erhöht entsprechend den Import aus dem Ausland. Auf- und Abwertung verstärken oder verringern die aus Exporten oder Importen resultierenden Wirkungen.  
Die Differenz zwischen gesamtwirtschaftlicher Nachfrage und Produktion ist der Importüberschuss (der negative Außenbeitrag).

## Wirtschaftliche Aspekte
Zieht man von der gesamtwirtschaftlichen Nachfrage {\displaystyle D} die Importe ab, ergibt sich das Bruttoinlandsprodukt zu Marktpreisen {\displaystyle (BIP_{m})}: 
{\displaystyle BIP_{m}\!\ =C+I+G+(Ex-Im)}.
In der volkswirtschaftlichen Modellbildung wird die Güternachfrage der Güterangebotsmenge gleichgesetzt, d. h., es wird in einem ersten einfachen Modell ein Gütermarktgleichgewicht postuliert. Allerdings müssen dann noch die zeitlichen Einkommensverschiebungen durch das Sparen, sowie die Kapitalzu- und -abflüsse (Kapitalimport bzw. Kapitalexport) von In- und Ausländern berücksichtigt werden. Preis- und Kapitaleffekte wie Inflation, Deflation und Geldillusion müssen in der weiteren Analyse ebenfalls berücksichtigt werden.